# Championnat du Vietnam de football 2019
Navigation
Saison précédente Saison suivante
La saison 2019 du Championnat du Viêt Nam de football est la trente-sixième édition du championnat de première division au Viêt Nam. Les quatorze meilleurs clubs du pays sont regroupés au sein d'une poule unique où ils s'affrontent deux fois, à domicile et à l'extérieur. En fin de saison, le dernier du classement est relégué et remplacé par le champion de V-League 2, la deuxième division vietnamienne, le 13e dispute les barrages contre le 2e de V-League 2.
Le club de T&T Hanoi, tenant du titre, remporte son cinquième titre de champion.

## Les clubs participants
- QNK Quang Nam FC
- Thanh Hóa FC
- Đà Nẵng Club
- Than Quang Ninh FC
- Sài Gòn FC
- Sông Lam Nghệ An
- Hô-Chi-Minh-Ville FC
- Sanna Khanh Hoa FC
- Cong Viettel FC - Promu de V-League 2
- Becamex Bình Dương FC
- T&T Hanoi
- Nam Dinh Football Club
- Hoàng Anh Gia Lai
- Xi Mang Hải Phòng FC

## Compétition
Le barème utilisé pour établir le classement est le suivant :
- Victoire : 3 points
- Match nul : 1 point
- Défaite : 0 point

### Classement
| Rang | Équipe                | Pts | J  | G  | N  | P  | Bp | Bc | Diff |
| ---- | --------------------- | --- | -- | -- | -- | -- | -- | -- | ---- |
| 1    | T&T HanoiT            | 53  | 26 | 15 | 8  | 3  | 60 | 30 | +30  |
| 2    | Hô-Chi-Minh-Ville FC  | 48  | 26 | 14 | 6  | 6  | 41 | 29 | +12  |
| 3    | Than Quảng Ninh       | 39  | 26 | 10 | 9  | 7  | 41 | 33 | +8   |
| 4    | Becamex Bình Dương FC | 36  | 26 | 10 | 6  | 10 | 32 | 32 | 0    |
| 5    | Sài Gòn FC            | 36  | 26 | 10 | 6  | 10 | 37 | 40 | -3   |
| 6    | Cong Viettel FCP      | 36  | 26 | 11 | 3  | 12 | 33 | 40 | -7   |
| 7    | Sông Lam Nghệ An      | 35  | 26 | 8  | 11 | 7  | 32 | 26 | +6   |
| 8    | Hoàng Anh Gia Lai     | 35  | 26 | 10 | 5  | 11 | 45 | 46 | -1   |
| 9    | QNK Quảng Nam         | 34  | 26 | 8  | 10 | 8  | 43 | 38 | +5   |
| 10   | Đà Nẵng Club          | 33  | 26 | 9  | 6  | 11 | 38 | 38 | 0    |
| 11   | Nam Dinh              | 31  | 26 | 8  | 7  | 11 | 32 | 41 | -9   |
| 12   | Xi Mang Hải Phòng     | 30  | 26 | 8  | 6  | 12 | 33 | 44 | -11  |
| 13   | Thanh Hóa FC          | 26  | 26 | 6  | 8  | 12 | 36 | 52 | -16  |
| 14   | Sanna Khanh Hoa FC    | 25  | 26 | 6  | 7  | 13 | 31 | 45 | -14  |

|  | Champion du Viêt-Nam 2019                                                         |
|  | Qualification pour le tour préliminaire de la Ligue des champions de l'AFC 2020   |
|  | Qualification pour la Coupe de l'AFC 2020 (Sous condition)                        |
|  | Qualification pour les barrages                                                   |
|  | Relégation en V-League 2                                                          |
|  | T : Tenant du titre C : Vainqueur de la Coupe du Viêt Nam P : Promu de V-League 2 |

- T&T Hanoi n'a pas la licence pour jouer en Ligue des champions de l'AFC 2020, le vice-champion Hô-Chi-Minh-Ville FC prend sa place dans la compétition, s'il ne se qualifie pas pour la Ligue des champions il est reversé en Coupe de l'AFC 2020.

## Barrages montée-relégation
| Équipe 1     | Résultat | Équipe 2         |
| ------------ | -------- | ---------------- |
| Thanh Hóa FC | 1-0      | Pho Hien FC (D2) |

- Thanh Hóa FC se maintient en première division.

## Bilan de la saison
| Championnat du Viêt Nam de football 2019              |                      |
| Champion                                              | T&T Hanoi (5e titre) |
| Coupes et trophées                                    |                      |
| Vainqueur de la Coupe du Viêt Nam 2019                | T&T Hanoi            |
| Qualifications continentales                          |                      |
| Ligue des champions de l'AFC 2020 (tour préliminaire) | Hô-Chi-Minh-Ville FC |
| Coupe de l'AFC 2020                                   | Than Quảng Ninh      |
| Championnat du Mékong des clubs 2020                  |                      |
| Promotions et relégations                             |                      |
| Promus en V-League                                    | Hong Linh Ha Tinh FC |
| Relégués en V-League 2                                | Sanna Khanh Hoa FC   |